# Jorge Fernández
Jorge Yadian Fernández Hernández (Cárdenas, 2 ottobre 1987) è un discobolo cubano.

## Palmarès
| Anno | Manifestazione      | Sede           | Evento           | Risultato | Misura  | Note                                     |
| ---- | ------------------- | -------------- | ---------------- | --------- | ------- | ---------------------------------------- |
| 2006 | Mondiali juniores   | Pechino        | Lancio del disco | 5º        | 59,55 m |                                          |
| 2008 | Campionati CAC      | Cali           | Lancio del disco | Oro       | 58,60 m |                                          |
| 2008 | Olimpiadi           | Pechino        | Lancio del disco | 27º (q)   | 59,60 m |                                          |
| 2009 | Campionati CAC      | L'Avana        | Lancio del disco | Oro       | 61,79 m |                                          |
| 2011 | Mondiali            | Taegu          | Lancio del disco | 8º        | 63,54 m |                                          |
| 2011 | Giochi panamericani | Guadalajara    | Lancio del disco | Oro       | 65,58 m |                                          |
| 2012 | Olimpiadi           | Londra         | Lancio del disco | 11º       | 62,02 m |                                          |
| 2013 | Mondiali            | Mosca          | Lancio del disco | 10º       | 62,88 m |                                          |
| 2014 | Giochi CAC          | Veracruz       | Getto del peso   | 5º        | 16,11 m |                                          |
| 2014 | Giochi CAC          | Veracruz       | Lancio del disco | Oro       | 63,17 m |                                          |
| 2015 | Giochi panamericani | Toronto        | Lancio del disco | 5º        | 62,04 m |                                          |
| 2016 | Giochi olimpici     | Rio de Janeiro | Lancio del disco | 22º (q)   | 60,43 m |                                          |
| 2018 | Giochi CAC          | Barranquilla   | Lancio del disco | Argento   | 65,27 m | Miglior prestazione personale stagionale |
| 2019 | Giochi panamericani | Lima           | Lancio del disco | 4º        | 64,24 m |                                          |
| 2019 | Mondiali            | Doha           | Lancio del disco | 26º (q)   | 60,60 m |                                          |
| 2023 | Giochi CAC          | San Salvador   | Lancio del disco | Bronzo    | 61,67 m |                                          |
| 2023 | Giochi panamericani | Santiago       | Lancio del disco | 7º        | 59,12 m |                                          |

## Altre competizioni internazionali
2014
- Argento in Coppa continentale ( Marrakech), lancio del disco - 62,97 m